# Pont ferroviaire de Champigny
Le pont SNCF de Champigny est un pont ferroviaire qui permet à la grande ceinture de franchir la Marne entre les communes de Champigny-sur-Marne et Saint-Maur-des-Fossés.